# Kener
Kener is een bestuurslaag in het regentschap Semarang van de provincie Midden-Java, Indonesië. Kener telt 499 inwoners (volkstelling 2010).